# Tod Robinson Caldwell

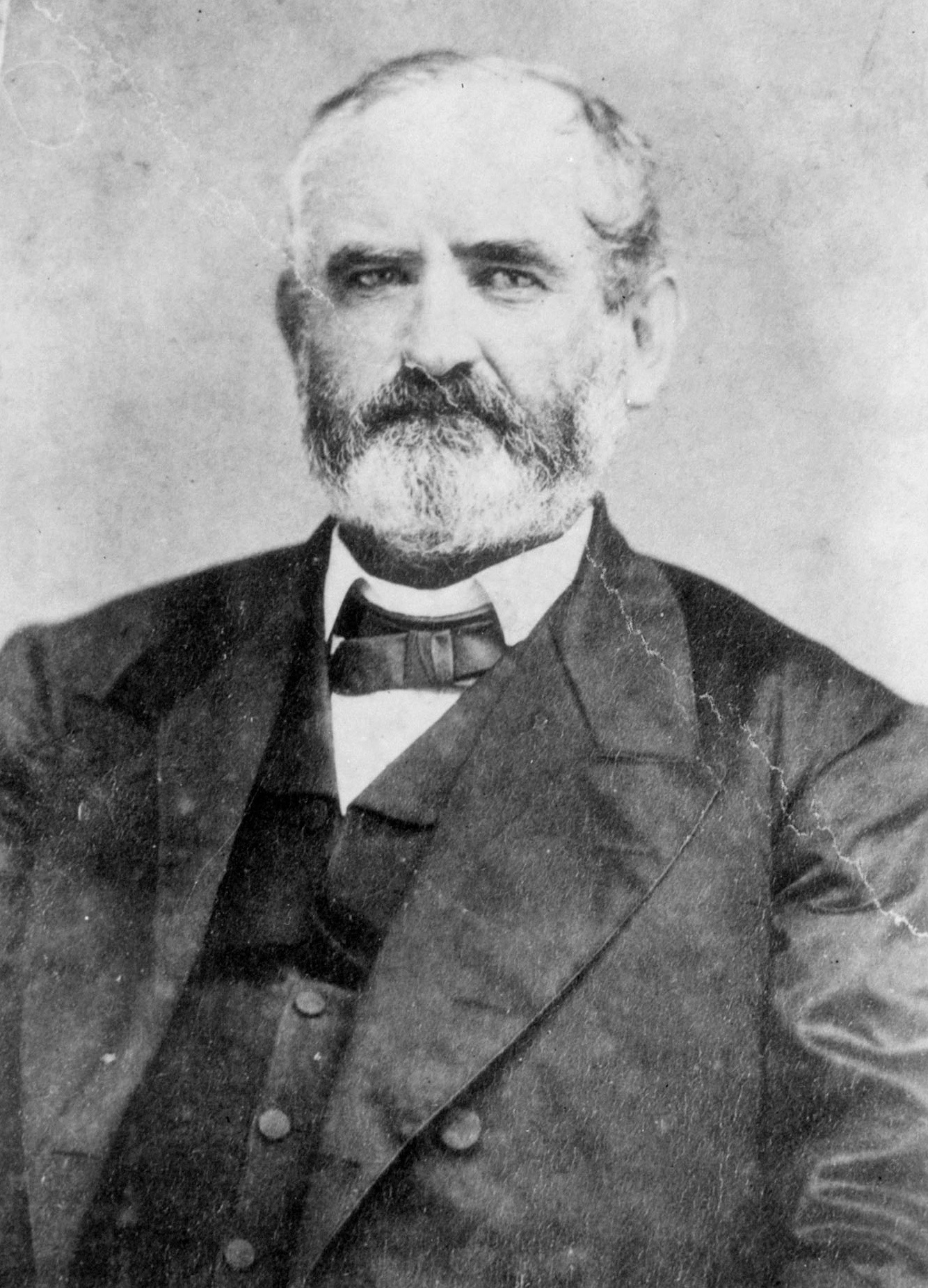
Tod Robinson Caldwell

Tod Robinson Caldwell (* 19. Februar 1818 in Morganton, North Carolina; † 11. Juli 1874 in Raleigh, North Carolina) war ein US-amerikanischer Politiker (Republikanische Partei) und der 41. Gouverneur des Bundesstaates North Carolina. 

## Frühe Jahre und politischer Aufstieg
Tod Caldwell besuchte bis 1841 die University of North Carolina. Nach einem Jurastudium und seiner Zulassung als Rechtsanwalt wurde er Staatsanwalt im Burke County. Seine ersten politischen Erfahrungen sammelte Caldwell in den Jahren 1842 bis 1845 als Abgeordneter im Repräsentantenhaus von North Carolina. In den Jahren 1848 bis 1849 sowie nochmals von 1858 bis 1859 kehrte er in diese Parlamentskammer zurück. Dazwischen saß er von 1850 bis 1851 im Staatssenat. Von 1868 bis 1870 war er Präsident des Senats.

## Gouverneur von North Carolina
Im Jahr 1868 war in North Carolina eine neue Verfassung verabschiedet worden. Eine Neuerung in dieser Verfassung war die Stelle eines Vizegouverneurs (Lieutenant Governor). Caldwell war der erste Vizegouverneur von North Carolina. Nach der Amtsenthebung von Gouverneur William Woods Holden im Dezember 1870 rückte er entsprechend der neuen Verfassung zum Gouverneur auf. Im Jahr 1872 wurde er in einer offiziellen Gouverneurswahl in diesem Amt bestätigt. Nach der neuen Verfassung war er damit auf vier Jahre gewählt. Allerdings konnte er seine Amtszeit nicht regulär beenden, weil er im Juli 1874 im Amt verstarb. Während seiner Amtszeit sorgte er für die Wiedereröffnung der öffentlichen Schulen, die seit 1863 aus finanziellen Gründen geschlossen waren. Durch eine umsichtige Haushaltspolitik gelang es ihm, die noch vom Krieg verursachte Staatsverschuldung deutlich zu senken. Nach seinem Tod übernahm Vizegouverneur Curtis Hooks Brogden das Amt des Gouverneurs. Tod Caldwell war mit Minerva Ruffin Cain verheiratet. Gemeinsam hatten sie ein Kind.